# Hartleton
Hartleton és una població dels Estats Units a l'estat de Pennsilvània. Segons el cens del 2000 tenia 260 habitants.

## Demografia
Segons el cens del 2000, Hartleton tenia 260 habitants, 89 habitatges, i 71 famílies. La densitat de població era de 110,3 habitants per quilòmetre quadrat.
Dels 89 habitatges en un 33,7% hi vivien nens de menys de 18 anys, en un 65,2% hi vivien parelles casades, en un 10,1% dones solteres, i en un 20,2% no eren unitats familiars. En el 19,1% dels habitatges hi vivien persones soles el 14,6% de les quals corresponia a persones de 65 anys o més que vivien soles. El nombre mitjà de persones vivint en cada habitatge era de 2,72 i el nombre mitjà de persones que vivien en cada família era de 3,11.
Per edats la població es repartia de la següent manera: un 27,7% tenia menys de 18 anys, un 6,2% entre 18 i 24, un 26,9% entre 25 i 44, un 26,2% de 45 a 60 i un 13,1% 65 anys o més.
L'edat mediana era de 37 anys. Per cada 100 dones de 18 o més anys hi havia 97,9 homes.
La renda mediana per habitatge era de 40.938 $ i la renda mediana per família de 42.188 $. Els homes tenien una renda mediana de 31.250 $ mentre que les dones 19.375 $. La renda per capita de la població era de 14.714 $. Cap de les famílies i l'1,1% de la població estaven per davall del llindar de pobresa.

## Poblacions més properes
El següent diagrama mostra les poblacions més properes.